# Ammóniosz (filozófus)
Ammóniosz (görögül: Ἀμμώνιος ὁ Ἑρμείου; 440 körül – 517 után) ókori görög újplatonista filozófus.
Hermiasz fia, Proklosz tanítványa, 500 körül az alexandriai iskola élén állt. A neoplatonizmus híve volt. Híres tanítványai voltak Damaszkiosz, Simplicius, Theodotosz. Matematikus, csillagász és rétor volt, Arisztotelész munkáihoz, a kategóriákhoz és az analitikához készített kommentárokat. Eredeti munkái elvesztek, a neve alatt ránk maradt kommentárok későbbi hamisítványok, melyek szerzőire a szakirodalom gyakran a „Pszeudo-Ammóniosz” néven hivatkozik.